# Scoparia eumeles
Scoparia eumeles là một loài bướm đêm trong họ Crambidae.